# Barrage de Deriner
Le barrage de Deriner est un barrage situé dans la province d'Artvin en Turquie sur le fleuve de Çoruh (Çoruh Nehri). 